# 萬谷春
萬谷春（16世紀—17世紀），字孟暘，號汝水、又号拙庵，江西南昌府進賢縣三十七都人，明朝政治人物。

## 生平
萬谷春是萬曆三十七年（1609年）己酉科江西鄉試舉人，四十七年（1619年）己未科進士。吏部觀政，授吳縣知縣，以清廉自矢，親自收足糧餉，又搜括義租幣而不擾民，每年省下民間一千八百綸銀，同時解決葦典櫃舖役等弊政，並嚴懲部下窩訪貪污，縣民將其事蹟勒入士民德政碑中。天啓四年應天同考，五年（1625年）陞兵部主事，再陞兵部職方司員外郎，崇禎四年（1631年）出為浙江布政使司右參政、兵備金衢，七年考察降調，調補四川布政使司右參議、兵備西川，陞陝西按察司副使、兵備關西，管轄鳳翔、平涼二府勤勞有功，孫傳庭的薦疏有「復五城於殘破，易風鶴為澤雁」等稱讚他的句子，其後因事罷歸。他個性穩重，喜怒不形於色，論事井井有條，教導學生有法。

## 家族
曾祖萬海。祖父萬祖。父萬文炯。

## 引用
1. 1 2  康熙《萊陽縣志·卷八·人物志》：萬谷春，字汝水，三十七都籍，己酉舉人，己未進士，初任蘇州府吳縣知縣，下車清慎自矢；吳中賦重，奸詭百出，春覈良頑峻期限，始終不藉他手，課不負而民安之。又萬曆末年加派孔棘，春悉搜括義租幣，餘諸項無礙，拒解不擾民，歲省民間綸銀乙千八百餘兩；又葦典櫃舖役諸弊、嚴治窩訪打行積蠧，具勒士民德政碑中。陞兵部職方司，轉金衢道，尋調西川道，又陞關西，轄鳳平二府勤勞有功，孫制院薦疏有「復五城於殘破，易風鶴為澤雁」等語，皆道其實云。末年以老友有學行薦之，朝廷試不中程遂為所累罷歸，生平靜重有威，喜怒不形于色，論事言約理辨，教人井井有法，真先正典型也。
2. ↑  《萬曆四十七年己未科進士履歷》：萬谷春，拙菴，易一房，丁亥九月初七日生。进贤县人，己酉六十七，会二百八十二，三甲九十四名。吏部政，授吳縣知縣，甲子本省同考，乙丑行取，授兵部主事，庚午升本司员外，本年管册库，辛未升浙江右參政，甲戌考察，補四川右參議。
3. ↑  史語所藏鈔本《崇禎長編·卷四十三》：（崇禎四年二月甲寅）……兵部員外萬谷春為浙江□□道右參政……